# Ненси Либерман
Ненси Елизабет Либерман (енгл. Nancy Elizabeth Lieberman; Бруклин, 1. јул 1958) је тренер и бивша америчка кошаркашица која је играла, у оквиру Женске националне кошаркашке асоцијације. Тренутно је, као помоћни тренер на клупи тима Сакраменто кингси, НБА кошаркашке лиге. Либерманова се сматра једном од најбољих играчица америчке кошарке икада. Њено име увршћено је 2000. године у Насо спортску галерију славних, у кошаркашку галерију славних, у Галерију славних женске кошарке, и у Вирџинијску спортску галерију славних.

## Младост
Либерманова је рођена у Бруклину, у Њујорку 1. јула 1958. године. Њени родитељи су Џером и Рене Либерман, који су јеврејског порекла. Либерманова је касније прешла у хришћанство. Детињство је провела у породичном дому у Бруклину, а касније су се преселили и живели у Квинсу, где су она и њен старији брат Клифорд одрасли. Након развода њених родитеља, Ненси и њеног брата одгајила је мајка. Током одрастања показивала је велико интересовање за различите спортове. Играла је бејзбол, софтбол и фудбал пре него што је започела каријеру у кошарци. Све до средње школе кошарку је играла у мушком тиму. Похвађала је Far Rockaway средњу школу у Квинсу, где је била једна од најбољих кошаркашица у земљи и тако зарадила место у тиму женске кошаркашке репрезентације Сједињених Држава. 1975. године позвана је у тим Сједињених Држава да игра на Светском првенству у кошарци за жене, где је са својом репрезентацијом 1976. године освојила златну медаљу. Непосредно пре тога, 1976. године учествовала је и на Панамеричким играма, где је са селекцијом Сједињених Држава освојила златну медаљу.
Њена мајка Рене није подржавала Ненси у њеној кошаркашкој каријери и често јој није дозвољавала да тренира. Међутим, Ненси је била упорна и наставила са кошаркашком каријером. Током школских дана, играла је за свој средњошколски тим Far Rockaway, али је касније, на другој години прешла у тим Њујорк клукс.

## Кошарка за репрезентацију Сједињених Држава
Када је имала 17 година, позвана је у тим Сједињених Држава и играла 1975. године на Пан Ам играма, где је била најмлађа кошаркашица. Игре су одржаване у Чилеу, Бразилу и у Мексику у октобру 1975. године. Тим Сједињених Држава је претходних година био неуспешан у освојању златне медаље, али ове године са седам победа освојио је златну медаљу на овом такмичењу, још од 1963. године.
Либерманова је наставила да игра за репрезентацију Сједињених Држава и на Олимпијским играма 1976. године у Монреалу, што је уједно било и њено прву учешће на овом такмичењу у каријери. Била је најмлађа кошаркашица у историји Олимпијских играра која је ј освојила медаљу за Сједињене Државе. На том такмичењу селекцијаСједињених Држава освојила је сребрну медаљу.
Неколико година касније, Либерманова је поново позвана у репрезентацију Сједињених Држава, овај пут да игра у Џонс купу 1979. године у Тајпеју. Њен тим победио је свих шест утакмица и освојио златну медаљу.
Своју каријеру играња за репрезентацију завршила је 1979. године на Пан Ам играма у Порторику. Њен тим је на том шампионату освојио сребрну медаљу, изгубивши у финалу од селекције Кубе.

## Професионална каријера
Године 1980, Либерманова је добила позива да игра на Олимпијским играма за свој тим, али се повукла из екипе због подршке председнику Џими Картеру који је апеловао да се бојкотују Летње олимпијске игре 1980. године, одржане у Москви. Средином осамдесетих година наком завршетка колеџа започела је професионалну кошаркашку каријеру. Играла је за неколико тимова у више лига, укључујући Далас дајмондсе у оквиру WNBA кошаркашке лиге, као и клуб Вашингтон џенералс. Од свих кошаркашица, највише пута је била изабрана за првог пика на драфтовима у свом тиму Далас диамондс. Удала се 1998. године за Тим Клајн, своју колегиницу из тима, а развела се 15. марта 2001. године.
Године 1996, њено име уписано је у кошаркашкој галерији славних и у женској кошаркашкој галерији славних 1999. године. Од 1997. године играла је за клуб Финикс меркури. Од 1998. године постала је менаџер и тренер WNBA клуба Детроит шок, који је тренирала три сезоне. Након напуштања тима радила је у спортском листу.
Дана 24. јула 2008. године са 50. година потписала је уговор на седам дана играња за тим Детроит шок и тако постала најстарија кошаркашица која је икада играла у WNBA лиги.

## Кошарка на колеџу
У периоду од 1976. до 1980. године Либерманова је похађала Old Dominion универзитет у Норфоку и играла за истоимени кошаркашки тим. У том периоду њен тим је освојио два пута нациолани шампионат (1979, 1980) и један турнир 1978. године. Два пута је освајала Вејд трофеј, награду за најбољег играча године у женској кошарци на колеџу. Поред тога, освојила је и Бродрик награду, као најбоља кошаркашица у Сједињених Државама. Добитница је и награде Кодак (1978, 1979, 1980). Либерманову су звали Меџик дама по Меџик Џонсону, легенди NBA кошарке. Са 961 асистенцијом остварила је рекорд на колеџу који је и данас непревазиђен. Током прве године забележила је 8,9 поена просечно по утакмции. До завршетка колеџа постигла је 2.430 поена и остварила 1.167 скокова, са просеком од 18,1 поеном по утакмици, а имала је учинак од 562 украдене лопте и 961 асистенцијом на колеџу, што је и данас непревазиђен рекорд. Све рекорде постигла је на њеној првој години колеџа.

## Статитика на колеџу
| Година    | Тим                      | ОУ  | ПШ%  | 3П%   | СБ%   | СПУ  | АПУ | ППУ  |
| --------- | ------------------------ | --- | ---- | ----- | ----- | ---- | --- | ---- |
| 1976-1977 | Old Dominion универзитет | 27  | 563  | 47.3% | 70.9% | 10.1 | 7.9 | 20.9 |
| 1977-1978 | Old Dominion универзитет | 34  | 681  | 43.2% | 73.0% | 9.6  | 5.9 | 20.0 |
| 1978-1979 | Old Dominion универзитет | 36  | 625  | 47.8% | 79.0% | 7.7  | 7.1 | 17.4 |
| 1979-1980 | Old Dominion универзитет | 37  | 561  | 53.3% | 77.9% | 8.0  | 8.0 | 15.2 |
| Каријера  |                          | 134 | 2430 | 47.2% | 75.7% | 8.7  | 7.2 | 18.1 |

## Тренерска каријера
У новембру 2009. године, Либерманова је постала тренер NBA клуба Тексас леџендси и тако постала прва жена тренер, мушког кошаркашког тима у професионалној кошарци. У јулу 2015. године постала је помоћни тренер клуба Сакраменто кингси.